# غيلبرت رانكين
غيلبرت رانكين (بالإنجليزية: Gilbert Rankin)‏ هو مدرب كرة قدم ولاعب كرة قدم بريطاني (وحمل سابقاً جنسية المملكة المتحدة لبريطانيا العظمى وأيرلندا) في مركز مهاجم داخلي، ولد في 20 مارس 1870 في المملكة المتحدة. شارك مع منتخب اسكتلندا لكرة القدم. أما مع النوادي، فقد لعب مع فايل أوف ليفن ‏.

## وصلات خارجية
- غيلبرت رانكين على موقع قاعدة بيانات كرة القدم.إي يو (الإنجليزية)